# Northern Central Railway
Le Northern Central Railway (NCRY) était un chemin de fer américain de classe I qui apparut en 1854 à la suite de la consolidation de plusieurs compagnies en activité dans le Maryland et la Pennsylvanie. La ligne fut achevée en 1858. Le Pennsylvania Railroad prit son contrôle dès 1861 pour concurrencer son rival le Baltimore and Ohio Railroad. Le Northern Central fonctionna comme filiale du Pennsylvania durant de longues années, avant d'être abandonné en 1972 à la suite des dégâts causés par l'ouragan Agnès.

## L'historique de ses ancêtres
Le pouvoir législatif, représenté par la Maryland General Assembly, vota la création du Baltimore and Susquehanna Railroad le 13 février 1828, pour qu'il construisît une ligne entre Baltimore et le fleuve Susquehanna. Mais pour atteindre les pôles d'activités situés le long du fleuve Susquehanna, il fallait obligatoirement franchir la frontière de la Pennsylvanie au niveau du comté de York. Mais la Pennsylvania General Assembly, ne voyant pas d'un bon œil que ses comtés du sud pussent commercer avec Baltimore au détriment de Philadelphie, refusa la création d'une ligne de jonction. La construction de la ligne du Baltimore & Susquehanna commença en 1829 pour arriver à Cockeysville en 1831, au sud du comté de York. Le Maryland vota un amendement autorisant la compagnie à construire une seconde ligne via Westminster, pour à terme relier Gettysburg, Pennsylvanie. La nouvelle ligne débuta à Hollins en direction de l'ouest à travers la Green Spring Valley. La ligne atteignit Reistertown Road à Owings Mills, Maryland le 13 juin 1832. En dépit de l'opposition farouche menée par Philadelphie, la Pennsylvania General Assembly finit par voter la création du  York and Maryland Line Rail Road le 14 mars 1832, autorisant la connexion avec le Baltimore & Susquehanna. L'accès à York, ville commercial situé sur les rives du Codorus Creek, était enfin possible.
Comme le chemin de fer était nouveau en Amérique, la première locomotive, baptisée Herald, fut achetée en Angleterre en 1832. Un ingénieur anglais fut envoyé avec la locomotive sur le navire The America's  pour enseigner l'art de la traction à vapeur. La Herald commença son service sur les 19 km de voie séparant Baltimore au fleuve Susquehanna. 
Les digireants du Baltimore & Susquehanna ne renoncèrent pas immédiatement à leur projet de route via Westminster. L'Adams County Railroad fut créé le 6 avril 1832 en Pennsylvanie, pour relier Gettysburg à la frontière du Maryland; mais la ligne ne fut jamais construite, ni celle vers Westminster (qui deviendrait plus tard la Green Spring Branch). Un amendement supplémentaire, voté en 1837, autorisa le York & Maryland Line à utiliser sans restriction le Wrightsville, York and Gettysburg Railroad, puisqu'il avait été subventionné par la Pennsylvanie. Le Baltimore & Susquehanna, et le York & Maryland Line achevèrent la ligne Baltimore-York en 1838. Cette ligne incluait le Howard Tunnel. De nos jours, c'est le plus ancien tunnel ferroviaire des États-Unis toujours en service.
En avril 1840, le Wrightsville York & Gettysburg fut achevé entre York et Wrightsville sur le fleuve Susquehanna. Là, une connexion fut réalisée jusqu'au Columbia-Wrightsville Bridge, permettant de franchir le Susquehanna et d'atteindre le Philadelphia and Columbia Railroad, puis plus tard le Pennsylvania Railroad juste avant la guerre civile. Le chemin de fer procurait une alternative au transport fluvial des marchandises sur le Tide Water and Susquehanna Canal, entre les régions centrales de la Pennsylvanie et les ports du Maryland. Cependant les coûts de construction et les tarifs incohérents handicapèrent le Baltimore & Susquehanna, et limitèrent son développement. 
Le York and Cumberland Railroad Company fut créé le 21 avril 1846 pour relier le York & Maryland Line avec le Cumberland Valley Railroad au nord de Mechanicsburg. La ligne, ouverte le 10 février 1851, partait de York en direction du fleuve Susquehanna, puis le remontait jusqu'à Lemoyne, avant de le traverser pour finir à Harrisburg. L'exploitation par le Cumberland Valley fut brève car il fut racheté par le Baltimore & Susquehanna le 7 juin 1851. 
Des travaux débutèrent également sur la ligne de l'Hanover Branch Railroad, afin de relier Hanover au York & Maryland Line, au niveau de Hanover Junction.
Le 14 avril 1851, le Susquehanna Railroad fut créé pour remonter le fleuve Susquehanna. La ligne partant du York & Cumberland Railroad ou du Pennsylvania Railroad, devait relier Halifax, Millersburg, et Sunbury, avant qu'une bifurcation ne permît d'atteindre Williamsport et Wilkes-Barre. Cet projet ambitieux manquait de capitaux et d'organisation. Un amendement fut voté le 24 avril 1852 pour, d'une part autoriser le York & Cumberland Railroad et le Wrightsville, York & Gettysburg Railroad à souscrire ou prêter plus de 500 000 $ au Susquehanna Rairoad, et d'autre part permettre aux comtés et communes situés le long de la ligne d'apporter leurs contributions. La magistrature du Maryland autorisa la ville de Baltimore d'apporter la même somme le 14 mai. Le Susquehanna RR put finalement élire ses dirigeants le 10 juin, et fut rapidement impliqué dans une querelle pour des droits de passage avec le Sunbury and Erie Railroad.
À la même période, le Baltimore Carroll and Frederick Railroad (rebaptisé Western Maryland Railroad en 1853) fut créé le 27 mai 1852 pour prolonger la fin de la ligne de Owings Mills à Hagerstown. 
Le 4 juillet un terrible accident se produisit sur le Baltimore & Susquehanna entre un train spécialement affrété pour une sortie pique-nique et un train local de York; la collision fit 31 tués. Le Hanover Branch Railroad, exploité par le Baltimore & Susquehanna, ouvrit sa ligne pour Hanover le 22 octobre.
Le 22 février 1853, le Susquehanna RR put lancer la construction de sa ligne entre Lemoyne et Sunbury. Mais à la fin de l'année, le début d'une crise financière provoqua de graves problèmes au   Baltimore & Susquehanna, ainsi qu'aux autres chemins de fer associés. Le 10 mars 1854, la magistrature du Maryland autorisa le Baltimore & Susquehanna, le York & Maryland Line, le York & Cumberland, et le Susquehanna Railroad à fusionner. Le Susquehanna RR stoppa la construction de sa ligne. La magistrature de la Pennsylvanie autorisa à son tour la fusion le 3 mai. Les articles de la consolidation furent signés le 4 décembre 1854, ce qui officialisa la naissance du Northern Central Railway.
Le 1er avril 1855, le Northern Central cessa l'exploitation du Hanover Branch RR; ce dernier, devenu indépendant, poursuivit son activité. Le 20 décembre 1855, les travaux reprirent sur la portion Lemoyne-Sunbury. Le 28 décembre 1856, la ligne traversait le fleuve Susquehanna au niveau de Dauphin où elle se connectait avec le Dauphin & Susquehanna Railroad, puis atteignait Millersburg où elle se connectait avec le Lykens Valley Railroad. Ces 2 connexions, qui reliaient des mines de charbon à l'est du Susquehanna, permettaient un transport rapide par rail plutôt que par voie fluviale. En 1857, la ligne atteignit Herdon, permettant une connexion avec le Trevorton Coal and Railroad. La ligne fut finalement ouverte jusqu'à Sunbury, où elle se connectait avec le Shamokin Valley and Pottsville Railroad reliant Shamokin, et le Sunbury and Erie Railroad reliant Williamsport.
En 1861, le Pennsylvania Railroad prit le contrôle du Northern Central pour concurrencer son rival, le Baltimore and Ohio Railroad. Par la suite, le Northern Central fonctionna comme une filiale du Pennsylvania Railroad jusqu'à sa disparition à la fin du XXe siècle.

## Son rôle dans la guerre de Sécession
Au cours de la guerre civile, le Northern Central, filiale du PRR, constituait un axe important pour le transport du ravitaillement (nourriture, vêtements, matériels de guerre), et pour l'acheminement des troupes au départ de Camp Curtin, ou d'autres zones d'entrainement militaire. Durant la Campagne de Gettysburg en 1863, le Général des Confédérés, Jubal Anderson Early brûla des wagons et des réserves du NCRY lors de son occupation de York. Pour empêcher le trafic entre Baltimore et Harrisburg, sa cavalerie détruisit de nombreux ponts du comté de York, construits à l'origine par le Baltimore & Susquehanna. Ils furent rapidement reconstruits par Herman Haupt et les chemins de fer militaires de l'US Army, en coordination avec le Northern Central. Le trafic put reprendre, et des milliers de blessés de la Bataille de Gettsbury, incluant le Général de l'Union Daniel Sickles, furent évacués par le Northern Central vers les hôpitaux de Harrisburg, Baltimore, York, et autres.
Le Northern Central fut à nouveau attaqué le 10 juillet 1864 près de Cockeysville par un détachement de cavalerie des Confédérés, conduit par le Général Bradley Tyler Johnson. Après avoir coupé les fils du télégraphe le long de Hartford Road, ils campèrent à Towson pour la nuit. Le jour suivant, la cavalerie des Confédérés s'accrocha avec la cavalerie de l'Union sur la York Road jusqu'à Govens, avant de partir vers l'ouest pour rejoindre le gros des troupes du Général Johnson. 
Abraham Lincoln voyagea sur le Northern Central via Hanover Junction, pour prononcer le discours de Gettysburg en novembre 1863. Après son assassinat, sa dépouille fut transportée par un train funéraire qui relia Washington DC à Springfield (Illinois). Le train composé de 9 voitures quitta Washington le 21 avril 1865, pour arriver à Baltimore dans la gare de Camden Station du B&O. Après avoir été présenté au public, le train quitta Baltimore sur le Northern Central Railroad pour faire un bref arrêt à York avant de poursuivre jusqu'à Harrisburg,.
Le 31 mars 1881, le Northern Central fit l'acquisition de l'Union Railroad of Baltimore dont la ligne reliait Baltimore à Bayview Junction, Maryland.

## LeXXesiècle

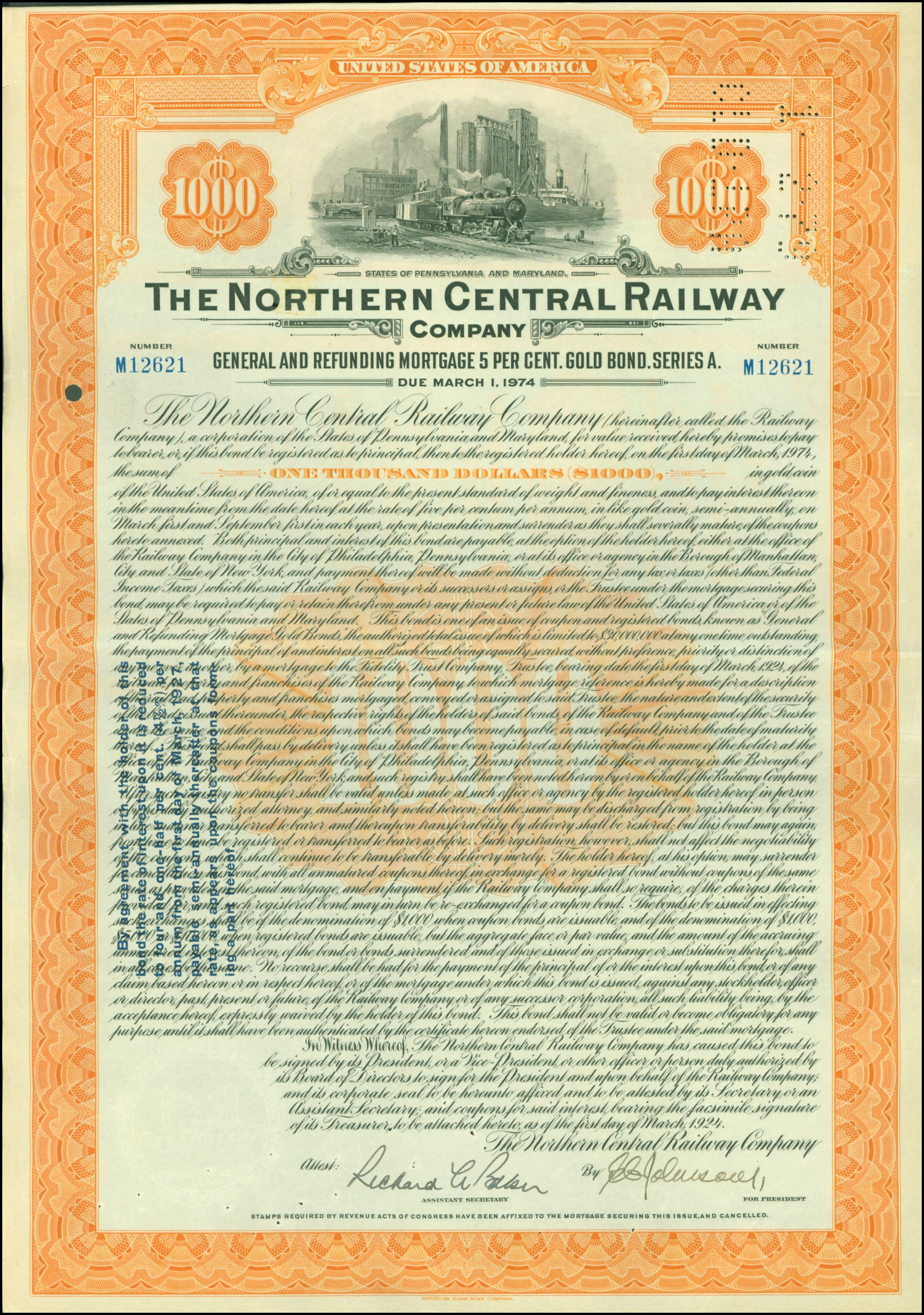
Gold Bond de la Northern Central Railway Company en date du 1 mars 1924

À l'aube de la première guerre mondiale, la ligne du Northern Central fut doublée et équipée de blocs systèmes entre Baltimore et Harrisburg. La ligne supporta jusque dans les années 1950 un important trafic voyageur et marchandise. Le fret était composé de farine, de papier, de lait, de produits fermiers, de charbon, et reliait des villes comme White Hall, Parkton, Bentley Springs, Lutherville, ainsi que Baltimore. Un service de banlieue, appelé "Parkton local", exploitait une ligne de 45 km entre la gare de Calvert Station à Baltimore et Parkton, Maryland. Des trains de grandes lignes, équipés de voitures-lits et de voitures-restaurants, étaient exploités par le PRR au départ de la Pennsylvania Station de Baltimore, à destination de Buffalo, Toronto, Chicago, et St. Louis, avec un service de voitures-lits allant jusqu'à Houston, Texas. Le service fret du Pennsylvania Railroad à destination de l'ouest, était principalement dirigé sur la ligne électrifiée de Port Deposit qui longeait le fleuve Susquehanna avant d'arriver au triage d'Enola Yard à Harrisburg, plutôt que d'emprunter la ligne du Northern Central.
Avec le déclin du service fret et voyageur au cours des années 1950, aggravé davantage par l'autoroute Baltimore-Harrisburg Expressway (Interstate 83), les dessertes "Parkton locals" furent supprimées en 1959, et la ligne à double voie fut réduite à une voie unique. Certains trains de grandes lignes, comme le General à destination de Chicago, et le Buffalo Day Express, furent maintenus jusqu'à la fin des années 1960. En 1972, l'ouragan Agnès qui endommagea des ponts et inonda  les voies dans le Maryland, entraîna l'arrêt définitif de l'une des plus anciennes lignes ferroviaires du pays, après 134 ans d'activité.
Le Maryland Department of Natural Resources transforma la ligne au nord de Cockeysville en piste de loisir, appelée Northern Central Railroad Trail. La piste se prolonge en Pennsylvanie, sous le nom de County Heritage (YCH) trail. Quant à la ligne située au sud de Cockeysville, elle a été  reconstruite à double voie pour devenir la Baltimore Light Rail.